# Urazek salamandrowy
Urazek salamandrowy (Glischrochilus quadriguttatus) – gatunek chrząszcza z rodziny łyszczynkowatych i podrodziny Cryptarchinae.

## Taksonomia
Gatunek ten opisany został po raz pierwszy w 1776 roku przez Johana Christiana Fabriciusa pod nazwą Ips 4-guttata. W rok później autor ten skorygował epitet gatunkowy na quadriguttatus. W 1790 roku Guillaume-Antoine Olivier umieścił ten gatunek w rodzaju Nitidula, natomiast w 1913 roku Antoine Henri Grouvelle przeniósł go do rodzaju Glischrochilus.

## Morfologia
Chrząszcz o ciele długości od 3,2 do 6,2 mm, lekko wysklepionym, w zarysie podługowato-owalnym. Oskórek jest nagi, błyszczący, ubarwiony głównie czarno z bladożółtymi plamami na pokrywach. Typowo występują dwie pary tych plam, zwykle o kształcie trójpłatowym. Istnieje jednak aberracja barwna o przednich plamach rozdzielonych na trzy, a tylnych na dwie plamki, wskutek czego jest ich na pokrywach dziesięć. Szerokości nasadowych krawędzi przedplecza i pokryw są równe. Długość pokryw jest około 1,4 raza większa niż ich szerokość. Powierzchnia pokryw ma punkty nieregularnie rozmieszczone, miejscami układające się w zaburzone szeregi. Przedpiersie ma wyrostek o części środkowej przewężonej, zaś wierzchołku szeroko zaokrąglonym. Punktowanie zapiersia jest grube.

## Ekologia i występowanie
Gatunek saproksyliczny. Zarówno larwy, jak i owady dorosłe są saprofitofagiczne. Żerują na rozkładającej się materii roślinnej, przede wszystkim na fermentującym soku wyciekającym z uszkodzonych drzew liściastych. Spotykane bywają pod korą, w ranach i chodnikach kornikowatych. Postacie dorosłe są stadium zimującym i spotyka się je od września do maja.
Gatunek palearktyczny. W Europie znany jest z Portugalii, Hiszpanii, Irlandii, Wielkiej Brytanii, Francji, Belgii, Luksemburga, Holandii, Niemiec, Szwajcarii, Austrii, Włoch, Danii, Szwecji, Norwegii, Finlandii, Estonii, Łotwy, Litwy, Polski, Czech, Słowacji, Węgier, Ukrainy, Mołdawii, Rumunii, Bułgarii, Słowenii, Chorwacji, Bośni i Hercegowiny, Serbii, Czarnogóry, Albanii, Macedonii Północnej, Grecji oraz europejskich części Rosji i Turcji. Rozmieszczony jest również dalej na wschód aż po wschodnią Palearktykę. W Polsce jest owadem rzadko spotykanym.